# 楊傳仁
楊傳仁（1927年6月3日—1994年10月29日），貴州貴陽人，物理治療師，第四屆醫療奉獻獎得主，曾任屏東市基督教醫院復健科主任、屏東基督教勝利之家董事長，為臺灣小兒麻痺復健先驅。

## 生平
1927年6月3日，楊傳仁生於貴州貴陽市，1946年因抗日戰爭中斷師範教育，加入中国青年军，輾轉來臺。
1953年的臺灣，全面流行小兒麻痺，臺大醫院曾作抽樣調查，在該年出生的八千人，每人都有小兒麻痺病毒的反應，直到1959年，始降低到千分之八。1960年代臺灣初期，許多需要肢架的小兒麻痺病患多數都由醫院作保，讓其先使用後付費，而肢架供應來自於台北的工廠，多數病患卻因經濟能力不好無力償還，致使醫院負債龐大。

### 踏入肢架製作與殘障服務

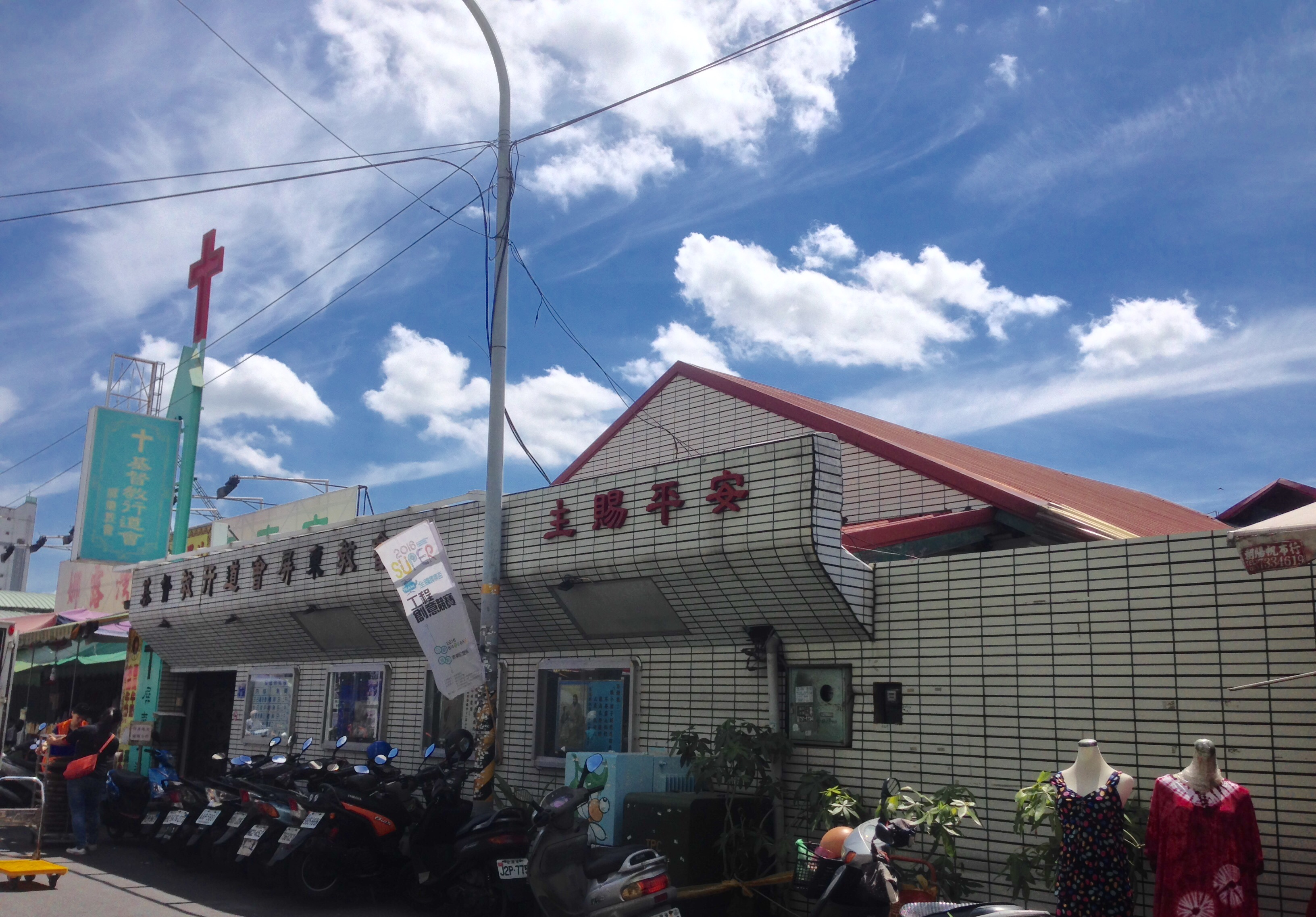
屏東市中華基督教行道會

楊傳仁於1955年經台中清水轉駐屏東空軍機場工作，1958年於屏東市中華基督教行道會受洗，1963年退役任教會義工，並在屏東基督教醫院從事小兒麻痺復健工作，和挪威醫師畢嘉士醫師、傅德蘭醫師等一同工作。1964年，彰化基督教醫院開辦物理治療訓練班，楊傳仁為第一批學生之一。在1972年至1974年期間，高愛德曾分別在彰化基督教醫院和屏東基督教醫院開辦訓練班，楊傳仁也前往學習，更遠赴他國進修。
當時屏東基督教醫院設有工廠以製作小兒麻痺所用肢架，楊傳仁就在此學習設計及製作肢架。因他本身學歷有機械背景，加上之前受過物理治療訓練，很快學起此技藝。國外的義肢輔具師來台時，會帶來一些輔具肢架或相關期刊，如《物理治療》期刊及廠商產品目錄，這些也都成為他自己設計肢架的來源。勝利之家院長劉侃回憶楊傳仁製作不一定會用現成或一般材料及步驟，如製作肢架要用到烘箱，便以麵包用烤爐代替。楊傳仁也會不厭其煩地調整一副肢架，直到患者和自己都滿意才停。他還成立肢架工廠，生產實用便宜殘障輔具，以替代進口貨。

### 擔任復健科主任

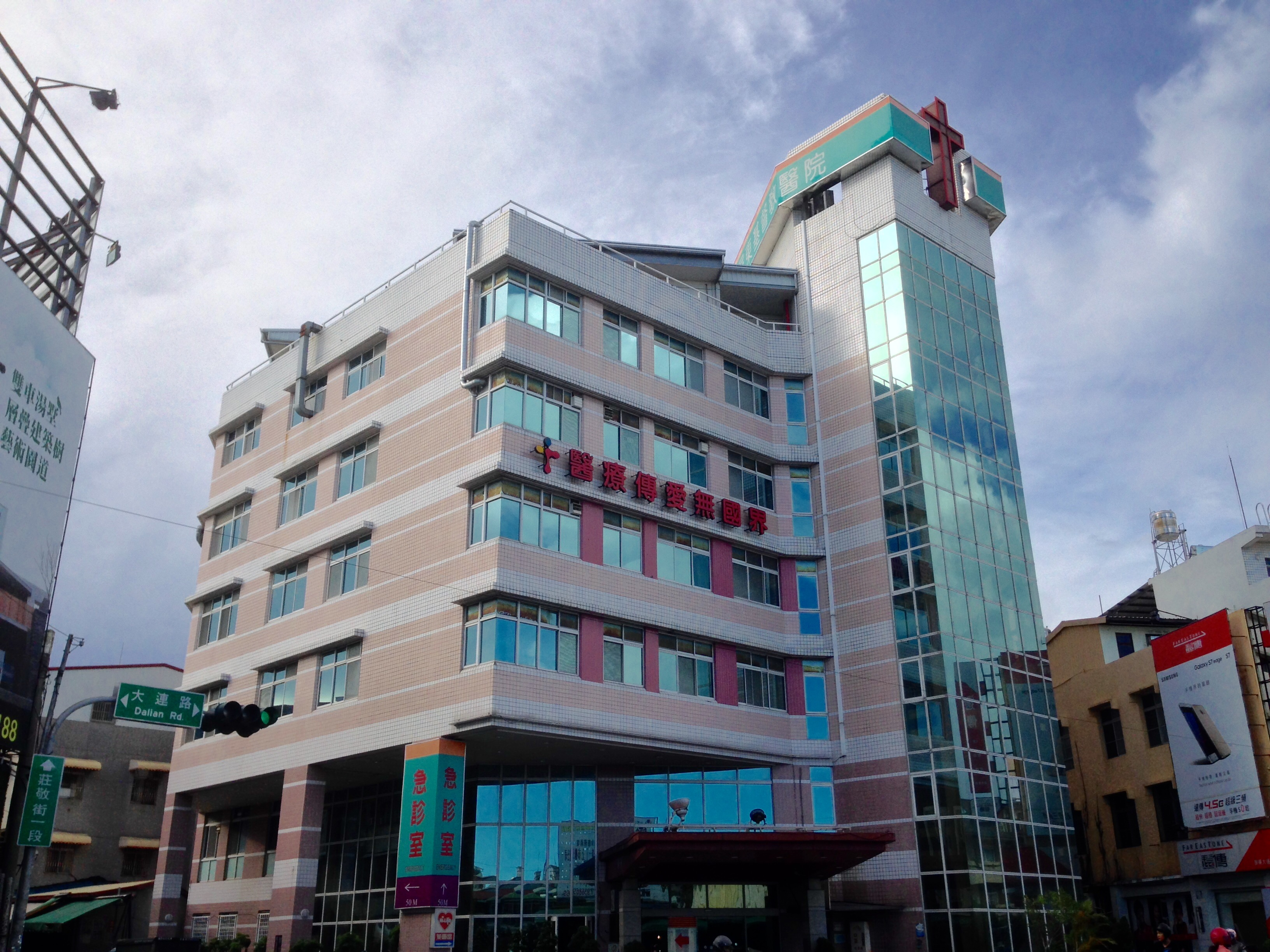
屏東基督教醫院

楊傳仁任屏東基督教醫院復健科主任期間，協助新竹、高雄、台南、埔里、馬公等地籌設小兒麻痺機構，並至全臺各地及金門、馬祖各地義診。1978年4月15日，他偕同救總駐馬專員呂英蒲抵馬祖，專程調查戰地患有小兒麻痺症的兒童。在北竿檢查小兒麻痺症，共計檢查了十多名小兒麻痺症兒童，後前往南竿介壽、馬祖等村，到各家戶檢查小兒麻庳症。同月28日離開馬祖，在停留的兩周，先後檢查了三十多名病童，並按照檢查的情形通知就醫、或免費裝配肢架，總共裝配二十具傷殘裝具。

### 接掌勝利之家
由挪威協力教會補助、國內社會捐助的勝利之家於1988年登記，法人代表為楊傳仁。1989年，楊傳仁接任勝利之家董事長，將該院從專收小兒麻痺改為照顧腦性麻痺兒童，更大力推廣人脈關係，任內不斷開拓資源及提高知名度，爭取福利。1992年，他至香港的殘障機構和工廠取經，每四年舉辦一次的殘障奧運輔具展也前往參觀，不斷地學習研發，以改善每一副肢架。1992年當時勝利之家董事長薪水三萬一千八百元，物理治療師薪水為兩萬五千元。楊傳仁還將薪水用在其他的事情和奉獻方面。在楊傳仁兒子出國念書時，母親要為他申請信用卡時，結果被信用卡公司回絕。

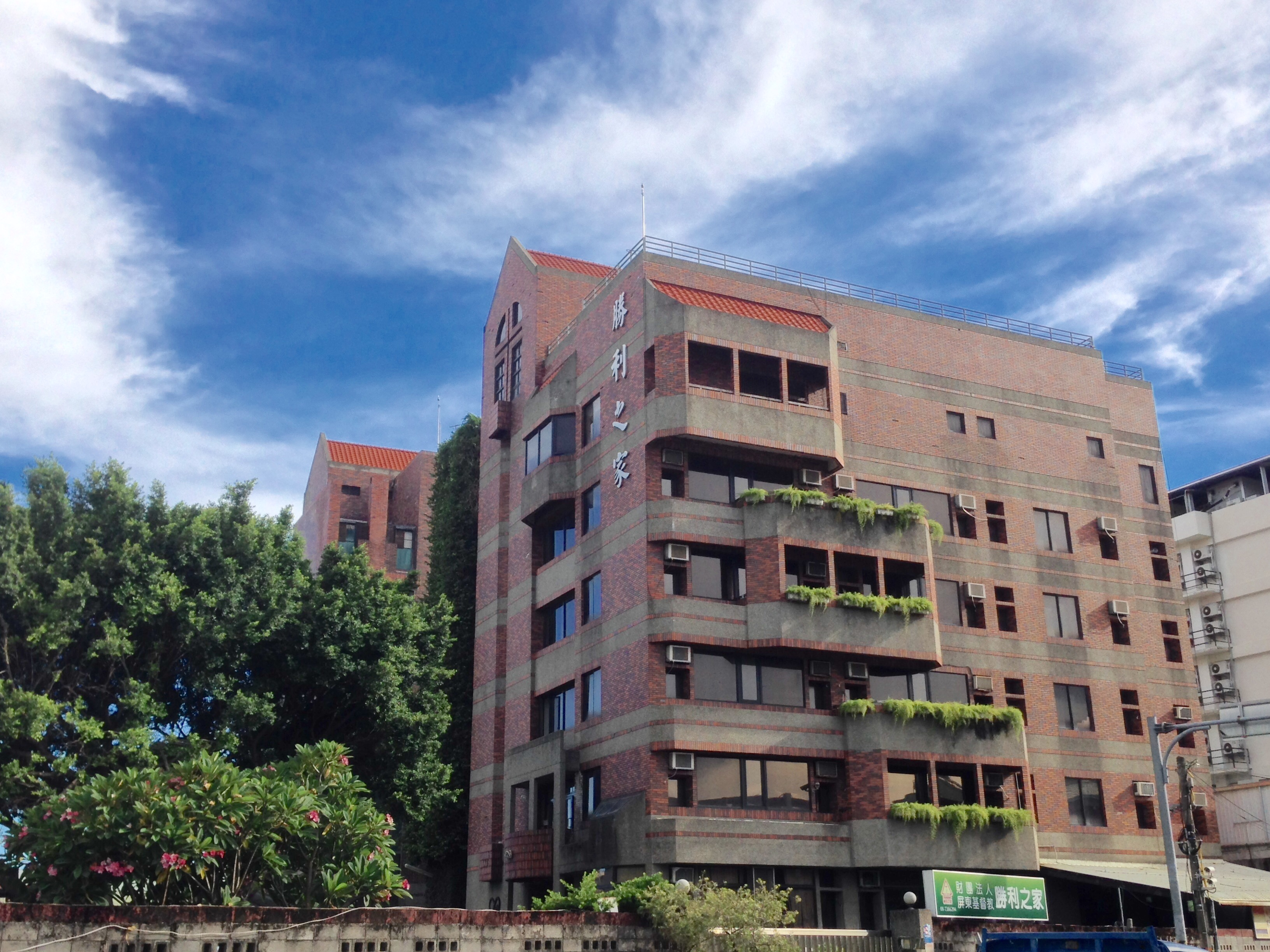
屏東基督教勝利之家

1994年4月，楊傳仁獲第四屆醫療奉獻獎，蒙中華民國總統李登輝召見，同時接受總統指派由內政部派往日本考察腦性麻痺與老人安養計劃，同年9月回國後到總統府報告。同年10月24日，他在從屏東基督教醫院回家的路上，被小轎車撞擊，五日後去世。

## 家庭
楊傳仁妻子楊雪燕任職屏東市仁愛國民小學殘障班教師，於1966年結婚。兒子楊德威、楊國威均就讀於屏東市仁愛國民小學，都約四歲半時拜畫家何文杞習畫，兒童畫作作品曾在臺灣各地多次參展。